# Triyuga
Triyuga (nep. त्रियुगा) – miasto w południowo-wschodnim Nepalu; w dystrykcie Udayapur. Według spisu ludności w 2011 roku liczyło około 71 tysięcy mieszkańców. Ośrodek przemysłowy.